# Otto Fischer (personnalité politique)
Pour les articles homonymes, voir Fischer et Otto Fischer.
Otto Fischer, né le 2 avril 1915 à Wald et mort le 22 octobre 1993 à Berne, est une personnalité politique suisse, membre du Parti radical-démocratique.

## Biographie
Après avoir terminé ses études de sciences économiques à Genève, il travaille à l'Union suisse des arts et métiers dès 1948 et en devient directeur de 1963 à 1979. Connu pour ses idées conservatrices, il est en particulier directeur et vice-président de l'Action pour une Suisse indépendante et neutre.
Il est élu conseiller national comme représentant du canton de Berne de 1967 à 1983.